# Kiyú

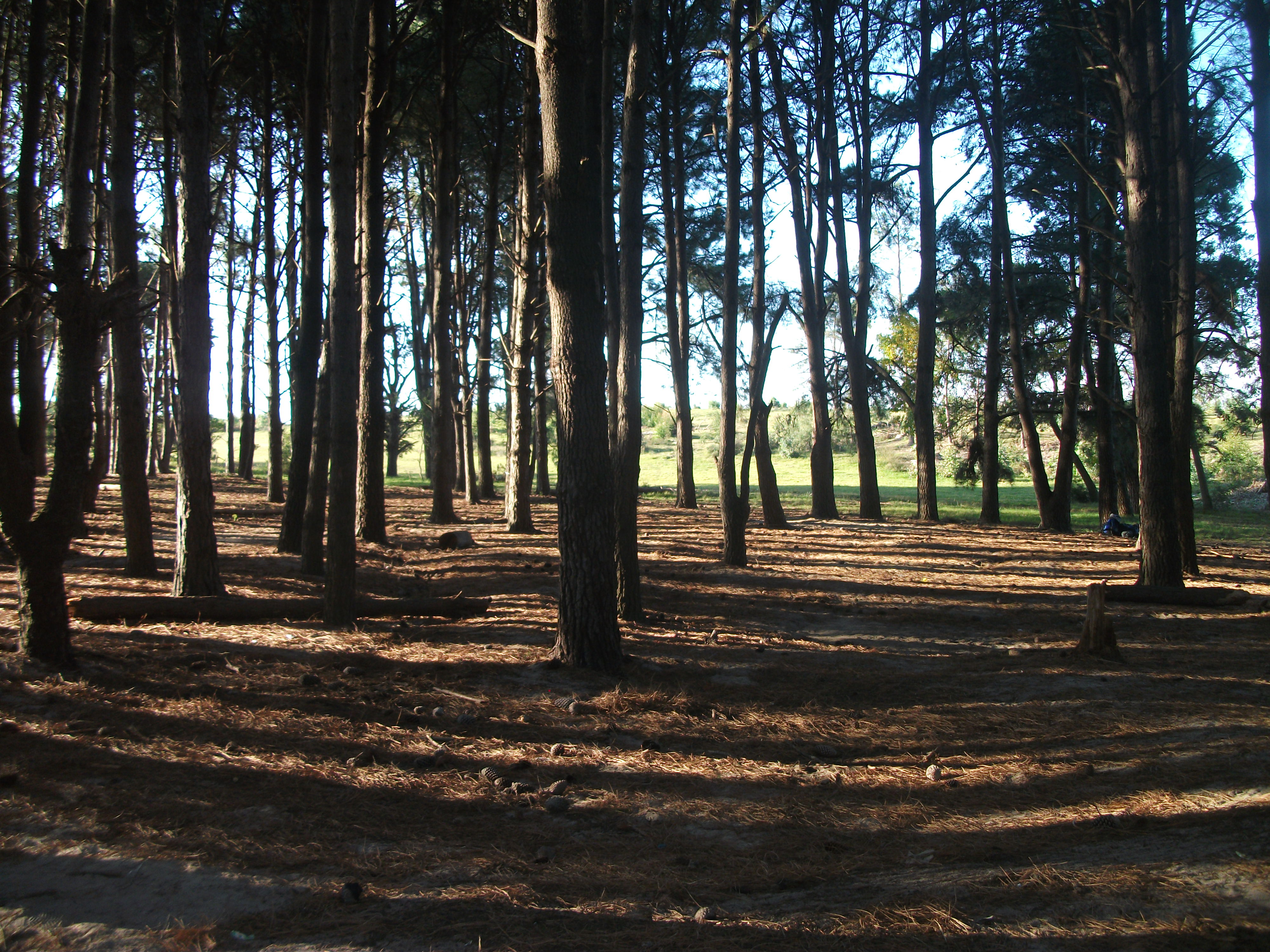
Bosque de Kiyú.

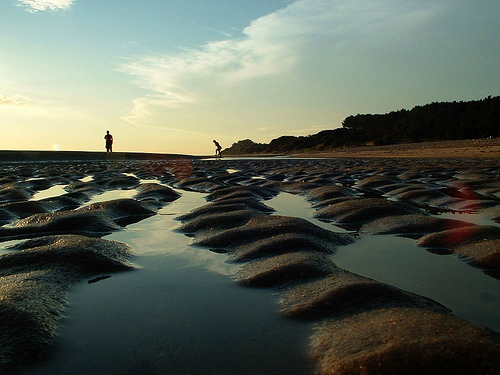
Kiyú, costa balnearia de San José.

Kiyú es una localidad balnearia de Uruguay ubicada sobre el Río de la Plata en el departamento de San José. Su nombre deriva de un término guaraní que significa grillo.
Está situada sobre las Barrancas de San Gregorio, formaciones geológicas de 50 m de altura resultado de la erosión. Sobre su litoral se pueden encontrar arenas blancas y playas mansas, así como numerosas cabañas y centros de investigación arqueológica. Kiyú dispone, asimismo, de un camping y de diversas instalaciones y paradores que permiten, entre otras cosas, hacer vuelos en ala delta y una gama de deportes acuáticos. El balneario posibilita, además, la realización excursiones e intensas caminatas en familia sobre su terreno ondulado.
Hay dos formas de ingresar al balneario, la más cercana a Montevideo es en el kilómetro 51 de la ruta 1 mediante el camino "Mauricio", prácticamente en la ciudad de Libertad asfaltado recientemente; este camino conduce al Balneario Ordeig cercano a la boca de Mauricio y conectado directamente con el Balneario Kiyú. La otra entrada históricamente reconocida como entrada "oficial" es en el KM 61 de la misma ruta, a través de la misma se llega al "Parador Chico" del Balneario Kiyú.
Kiyú cuenta con varios paradores, restaurantes, salas de juego, bares, entre otras atracciones. Hay servicios de: pizzería, almacén, juegos, alquiler de bicicletas y caballos. En alta temporada funciona una feria artesanal. Sobre su litoral se encuentran numerosas cabañas, y centros de investigación arqueológica a orillas del Río de la Plata.

## Historia
Kiyú fue fundado el 15 de marzo de 1955 por Julio César Moreno (*)
Breve relato del nacimiento del Balneario Kiyú y la estricta justicia de denominar
a la bituminizada calle que recorre todo el balneario Kiyú con el nombre
de Julio César Moreno, quien fuera el promotor del hoy reconocido
rincón de veraneo, que debe su nombre al característico canto de los grillos
.
Esta obra la encaró quien fuera contador del Banco Industrial y Comercial de San José, "don Julio Moreno", como él lo llamaban afectuosa mente, un auténtico visionario que creó un balneario aun sin el respaldo de sus propios jefes. 
En el año 1954, el "Banco Industrial y Comercial de San José, que después fuera el Banco de Crédito y que ahora ya no existe, por razones de negocio había comprado la estancia Ordeig, con miras a fraccionarla en pequeñas chacras. Don Julio Moreno (fallecido en 1993) era contador de ese banco y el Directorio del banco lo designó como administrador de la estancia".
La estancia tenía un casero, que en una de las recorridas que hacían invitó a Moreno y su esposa a visitar la costa. "Cuando Moreno contempla ese hermoso paisaje visto desde la arena, don Julio dijo 'esto es maravilloso y no lo conocemos. Hablamos de Acapulco –que era el balneario más de moda en esas épocas-,y no valoramos esto que tenemos acá, que es hermoso", mientras Moreno contemplaba el privilegiado paisaje que pocos veían por aquellas épocas.
Se fue de allí con "la idea de plantearle un proyecto al Directorio del banco para hacer un balneario, le dijeron que no, que de ninguna manera, que se había comprado con otras intenciones, pero él insistió tanto que terminó por convencer a algunos miembros del Directorio -porque Moreno no era una figura cualquiera, era el contador del banco-, y decidieron darle una franja del terreno sobre la costa, sin ninguna expectativa que su plan pudiera funcionar".
El siguiente paso fue ponerle nombre a aquel lugar y como "don Julio era muy estudioso del idioma guaraní", empieza a buscar alternativas en ese idioma y es así que selecciona cinco nombres de entre los cuales su esposa deberá elegir uno. Ellos eran "Ongamira" que significa "ventana al cielo"; "choraró" que significa "murmullo de agua"; "coe", cuyo traducción sería "amanecer"; "tuguá, que significaba "rincón o lugar retirado" y "Kiyú", el grillo, que fue elegido por la señora Lía, su esposa, porque "en la tardecita era ensordecedor el canto de los grillos".
La próxima etapa es más conocida por todos, la promoción intrigante en los medios escritos, en la radio de San José, la propaganda rodante por las calles de Libertad y del departamento, las avionetas tirando bolsitas de arena y la venta meteórica de 216 solares en ocho horas y poco, llevaron a que en el mes de febrero de 1955 naciera el balneario que hoy disfrutamos.
Casi desde el principio del balneario hubo división entre los dos zonas de los que serían los paradores. Pero hay un discurso de "don Julio Moreno" en ocasión de los 15 años del balneario, en el que en la frase final dice "Kiyú es uno solo y tiene que haber una sola comisión". El homenaje que el departamento le debe a Julio Moreno, es que la "la avenida que se iluminó y bituminoso, tenga el nombre de Julio Moreno, porque es un reconocimiento que se merece, porque además esa vía une a todo Kiyú como él quería".
El reconocimiento para el primer vecino de Kiyú es algo que se viene pidiendo desde hace muchos años. "Primero se dijo que por razones del tiempo que hacía que había fallecido no se podía ponerle su nombre a ninguna calle, que debían pasar 10 años, pero ahora ya van a ser 20 (falleció en 1993), y todavía no se hecho el merecido reconocimiento".
Este tema fue planteado al alcalde Sergio Valverde en diciembre de 2012, que vio con buenos ojos la iniciativa de denominar como Julio César Moreno a la calle principal del balneario Kiyú, aunque dijo que es un tema que el Municipio deberá analizar con profundidad.
En marzo de 2013, se aseguraba que habría un homenaje para el visionario que creó Kiyú y el balneario tendrá una calle denominada Julio César Moreno.
Denominar a la avenida que une desde la cancha del club Estrella del Sur a la carretera que viene de Mauricio, o a alguna de las calles del balneario Kiyú con el nombre de uno de los precursores del balneario, fue tomando cada vez más fuerza, según se desprende del resultado de una asamblea abierta de vecinos realizada el miércoles 12 de diciembre del 2013, en la noche. Pero no solo a Julio César Moreno quieren homenajear los vecinos, también quieren hacerlo con el peón de la estancia, que según cuenta la leyenda, llevó al primero a conocer las ya clásicas barrancas al contador del banco que había comprado las tierras de la estancia Ordeig.
Luis Etcheverrya, (según el periódico La Semana) hace muchos años tiene casa en el balneario y hace un año y medio es residente permanente. Como integrante de la comisión del Salón Comunal del Parador Chico fue uno de los asistentes que concurrió a la reunión realizada ese miércoles, a la que dijo, no concurrió mucha gente y por lo cual se quedó en realizar otra instancia similar el 15 de enero, ya en plena temporada.
De todas formas contó que hay bastante consenso en respaldar la iniciativa y aunque no se decidió a qué calle se le podría denominar con el nombre del visionario contador que le dio vida y nombre –junto a su esposa-, al balneario. La intención es hacerle un homenaje el 15 de marzo, cuando estarían cumpliéndose 58 años de vida de "el grillo".
"Queremos hacerle un homenaje con su esposa presente, que está viva y con buen estado de salud", dijo Etcheverrya en 2013, quien además comentó que en la reunión se manejó también la necesidad de homenajear también al casero de la estancia que llevó a Moreno a conocer las barrancas y la arena de Kiyú.
En el pasado mes de febrero de 2015, el Municipio de Libertad coloco una placa recordatoria en el Parador grande de Kiyú, antes de que el alcalde Valverde renunciara para dedicarse a la campaña electoral que pretende colocarlo en el sillón más alto del Municipio de Libertad.
(*)Extraído de notas del Periódico la Semana, actas de Medias horas previas de la Junta Departamental de San José y testimonio de antiguos vecinos pobladores de Kiyú.
(**) Monumento a EL GRILLO, en la entrada del Bio. Kiyú, obra del artista de Libertad Carlos Reyes, fue inaugurado el 06/01/2017, aunque la obra, diseñada por Reyes, con la colaboración de la herrería de Atilio Ríos  en Libertad, esta obra no se emplazó por varios años, por inconvenientes con el dinero para el pago de los artistas, el diseño y la realización del basamento, etc. Por suerte ya la obra de Reyes engalana hoy el balneario.

## Población
De acuerdo al censo de 2023 la población de Kiyú es de 897 habitantes.
| 357           | 312 | 414 | 332 | 897 |
| (Fuente: INE) |     |     |     |     |

## Atractivos de Kiyú
Kiyú posee un terreno ondulado, ideal para el turismo ecológico, las caminatas y excursiones por las barrancas, desde las cuales se divisan las increíbles puestas de sol.
Durante mucho tiempo, la zona que forma el balneario formó parte de una estancia ganadera (Ordeig). En 1955, el Banco de Crédito de San José adquirió los terrenos. Posteriormente se realizaron los primeros fraccionamientos.